# Astragalus siliquosus
Astragalus siliquosus är en ärtväxtart som beskrevs av Pierre Edmond Boissier. Astragalus siliquosus ingår i släktet vedlar, och familjen ärtväxter.

## Underarter
Arten delas in i följande underarter:
- A. s. siliquosus
- A. s. stramineus